# Никола Арнаудов (революционер)
Никола (Кольо) Григоров Арнаудов е български революционер, деец на Вътрешната македоно-одринска революционна организация.

## Биография
Кольо Арнаудов е роден около 1883 година в село Стояково, Гевгелийско, тогава в Османската империя, днес в Северна Македония. Четник на ВМОРО.
През Балканската война е доброволец в четата на Ичко Димитров, 15 Щипска дружина, Сборна партизанска рота на МОО, носител на орден „За храброст“ IV степен.
Участва в Първата световна война като старши подофицер в Единадесета пехотна македонска дивизия. Награден с орден „За храброст“ III степен.